# Charles J. Fillmore
Pour les articles homonymes, voir Fillmore.
Charles J. Fillmore, né le 9 août 1929 et mort le 13 février 2014, est un linguiste américain, professeur émérite de linguistique à l'université de Californie à Berkeley.

## Biographie
Charles Fillmore a obtenu son doctorat en linguistique à l'université du Michigan en 1961. Après avoir passé dix ans à l'université de l'État de l'Ohio, il a rejoint le département de linguistique de Berkeley en 1971. Il a été membre du Centre pour la recherche avancée en sciences du comportement.
Il a eu une influence considérable dans les domaines de la syntaxe et de la sémantique lexicale ; il fut l'un des fondateurs de la linguistique cognitive, et développa les théories de la Grammaire des cas (Case Grammar, 1968), et de la Sémantique des cadres (Frame Semantics, 1976). Tout au long de ses recherches, il a mis en lumière l'importance fondamentale de la sémantique, et son rôle dans la motivation des phénomènes syntaxiques et morphologiques. Ses travaux initiaux, en collaboration avec Paul Kay et George Lakoff, ont été généralisés sous la forme de la théorie de la Grammaire de construction (Construction Grammar). Parmi ses nombreux étudiants, on peut mentionner Laura Michaelis, Chris Johnson, Miriam R. L. Petruck, Leonard Talmy et Eve Sweetser.
Son principal projet en cours en 2005 s'appelle FrameNet ; il s'agit d'une ambitieuse description en ligne du lexique de l'anglais. Dans ce projet, les mots sont décrits en fonction des cadres (frames) qu'ils évoquent. Les données sont rassemblées à partir du British National Corpus, annotées en termes de relations sémantiques et syntaxiques, et stockées dans une base de données organisée à la fois par entrées lexicales et par cadres. Le projet est influent : la 16e édition de l'International Journal of Lexicography lui a été entièrement consacrée. Il a aussi inspiré des projets parallèles, qui étudient d'autres langues, comme l'espagnol, l'allemand et le japonais.

## Publications
Parmi les publications de Charles Fillmore, on peut relever :
- Charles J. Fillmore, « The Case for Case », dans Bach and Harms, Universals in Linguistic Theory, New York, Holt, Rinehart, and Winston, 1968, p. 1-88[2].
- Charles J. Fillmore, « Frame semantics and the nature of language », dans Annals of the New York Academy of Sciences: Conference on the Origin and Development of Language and Speech, vol. 280, 1976, p. 20-32.
- Charles J. Fillmore, « Frame semantics », dans Linguistics in the Morning Calm, Seoul, Hanshin Publishing Co., 1982, p. 111-137.
- Charles J. Fillmore et Sue Atkins, « Starting where the dictionaries stop: The challenge for computational lexicography », dans Atkins, B. T. S. et A. Zampolli, Computational Approaches to the Lexicon, Oxford, Oxford University Press, 1994, p. 349-393.
- Charles J. Fillmore, Lectures on Deixis, Stanford, CSLI Publications, 1997Version initiale : Santa Cruz Lectures on Deixis (Fillmore 1975/1971), diffusé par l'Indiana University Linguistics Club.